# Chaetomium funicola
Chaetomium funicola är en svampart som beskrevs av Cooke 1873. Chaetomium funicola ingår i släktet Chaetomium och familjen Chaetomiaceae.  Arten är reproducerande i Sverige. Inga underarter finns listade i Catalogue of Life.